# Victor Ratier
Pour les articles homonymes, voir Ratier.
Charles-Victor-Hilaire Ratier (Paris, 13 janvier 1807 - Bourges, 9 août 1898) est un auteur dramatique, lithographe et imprimeur français.

## Biographie
Fils d'un bibliothécaire au Conseil d'État, professeur d'Anglais au lycée de Bourges, il abandonne ce métier, devient journaliste au Journal du Cher puis imprimeur lithographe, breveté à Paris le 14 février 1829 en succession de Pierre-François Ducarme. Il fonde en 1829, avec l'imprimeur lithographe Sylvestre-Nicolas Durier, le périodique illustré La Silhouette.
On lui doit de nombreuses lithographies et de nombreuses impressions d'estampes pour les publications théâtrales et pour des revues comme l'Album pour rire ou le Miroir des dames, ainsi qu'entre autres, de nombreuses impressions d'affiches. Il fut aussi l'imprimeur et le traducteur de romans de langue anglaise comme La case de l'oncle Tom d'Harriet Beecher Stowe (1853) ou La vieille pendule d'Henry Longfellow (1864).
Par sa profession, il existe des lettres qui lui furent destinées par d'importantes personnalités comme Honoré de Balzac qui était un de ses amis.
Ses pièces, dont certaines ont été écrites sous le pseudonyme collectif de "Victor Benoît", en collaboration avec l'avocat et journaliste Edme Jacques Benoît Rathery (1807-1875), ont été représentées sur les plus grandes scènes parisiennes du XIXe siècle : Théâtre du Panthéon, Théâtre de l'Ambigu-Comique etc.

## Œuvres
- Le Te-Deum et le De Profundis, vaudeville en un acte, avec Saint-Yves et Michel Théodore Leclercq, 1832
- Odette, ou la Petite Reine, chronique-vaudeville du temps de Charles VI, avec Saint-Yves, 1832
- Arthur et Frédéric, ou Un duel d'écoliers, 1835
- Rose et Colas, avec Déaddé Saint-Yves et Léon de Villiers, vaudeville en un acte, 1838
- Les Chiffonniers et les Balayeurs, tragédies en un acte et en vers, avec Edme-Jacques-Benoît Rathery, 1840
- Mme Tastu, 1842
- Pauvre Père, vaudeville en un acte, 1863
- Le Dernier des Wiberg, 1878